# Jane Austen
Jane Austen (Steventon, 16 de dezembro de 1775 — Winchester, 18 de julho de 1817) foi uma romancista inglesa conhecida principalmente por seus seis romances, que implicitamente interpretam, criticam e comentam sobre a pequena nobreza rural inglesa no final do século XVIII. Os enredos de Austen frequentemente exploram a dependência das mulheres do casamento para a busca de posição social favorável e segurança econômica. Suas obras são críticas implícitas aos romances de sensibilidade da segunda metade do século XVIII e fazem parte da transição para o realismo literário do século XIX. Seu uso de comentários sociais, realismo, inteligência e ironia lhe rendeu elogios de críticos e acadêmicos.
Os livros anonimamente publicados Razão e Sensibilidade (1811), Orgulho e Preconceito (1813), Mansfield Park (1814) e Emma (1816) foram sucessos modestos, mas lhe trouxeram pouca fama durante sua vida. Ela escreveu outros dois romances — Northanger Abbey e Persuasion, ambos publicados postumamente em 1817 — e começou outro, eventualmente intitulado Sanditon, mas foi deixado inacabado após sua morte. Ela também deixou para trás três volumes de escritos juvenis em manuscrito, o curto romance epistolar Lady Susan e o romance inacabado The Watsons.
Desde sua morte, os romances de Austen raramente ficaram fora de catálogo. Uma transição significativa em sua reputação ocorreu em 1833, quando foram republicados na série Standard Novels de Richard Bentley (ilustrada por Ferdinand Pickering e vendida como um conjunto). Eles gradualmente ganharam grande aclamação e leitores populares. Em 1869, seu sobrinho publicou A Memoir of Jane Austen. Seu trabalho inspirou um grande número de ensaios críticos e foi incluído em muitas antologias literárias.
Seus romances foram adaptados para vários filmes, incluindo Sense and Sensibility (1995), Orgulho e Preconceito (2005), Emma (2020) e uma adaptação de "Lady Susan" Amor e Amizade (2016), bem como o filme da BBC Persuasão (1995) e a minissérie da BBC Pride and Prejudice (1995).

## Biografia

### Família
Jane Austen nasceu em Steventon, Hampshire, em 16 de dezembro de 1775. Ao escrever sobre seu nascimento em uma carta, seu pai disse que sua mãe "certamente esperava que tivesse sido levada para a cama há um mês". Ele acrescentou que a recém-nascida era "um brinquedo de presente para Cassy e uma futura companheira". O inverno de 1775-1776 foi particularmente rigoroso e foi somente em 5 de abril que ela foi batizada na igreja local e batizada de Jane.

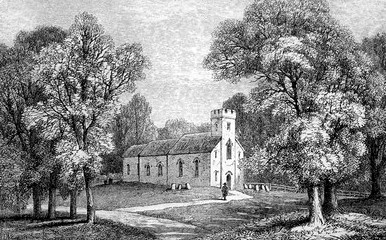
Igreja de São Nicolau em Steventon, conforme retratado em A Memoir of Jane Austen

Seu pai, George Austen (1731–1805), serviu como reitor das paróquias anglicanas de Steventon e Deane. O reverendo Austen veio de uma família antiga e rica de comerciantes de lã. À medida que cada geração de filhos mais velhos recebia heranças, o ramo da família de George caiu na pobreza. Ele e suas duas irmãs ficaram órfãos quando crianças e tiveram que ser acolhidos por parentes. Em 1745, aos quinze anos, a irmã de George Austen, Filadélfia, foi aprendiz de chapeleira em Covent Garden. Aos dezesseis anos, George entrou no St John's College, Oxford, onde provavelmente conheceu Cassandra Leigh (1739–1827). Ela veio da proeminente família Leigh. Seu pai era reitor do All Souls College, Oxford, onde ela cresceu entre a pequena nobreza. Seu irmão mais velho, James, herdou uma fortuna e uma grande propriedade de sua tia-avó Perrot, com a única condição de que ele mudasse seu nome para Leigh-Perrot.
George Austen e Cassandra Leigh ficaram noivos, provavelmente por volta de 1763, quando trocaram retratos em miniaturas. Ele recebeu o sustento da paróquia de Steventon de Thomas Knight, o marido rico de sua prima em segundo grau. Eles se casaram em 26 de abril de 1764 na Igreja de St Swithin em Bath, por licença, em uma cerimônia simples, dois meses após a morte do pai de Cassandra. A renda deles era modesta, com George tendo uma pequena renda anual. Cassandra trouxe para o casamento a expectativa de uma pequena herança na época da morte de sua mãe.
Depois que a moradia na reitoria vizinha de Deane foi comprada para George por seu rico tio Francis Austen, os Austen fixaram residência temporária lá, até que a reitoria de Steventon, uma casa do século XVI em ruínas, passou por reformas necessárias. Cassandra deu à luz três filhos enquanto vivia em Deane: James em 1765, George em 1766 e Edward em 1767. Seu costume era manter uma criança em casa por vários meses e depois colocá-la com Elizabeth Littlewood, uma mulher que morava perto para amamentar e criar por doze a dezoito meses.

### Steventon

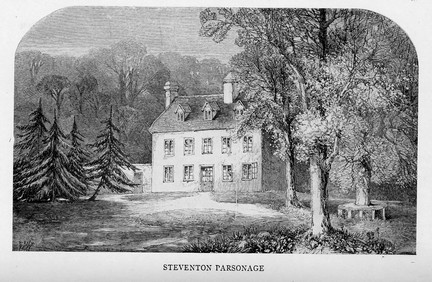
A casa paroquial de Steventon, conforme retratada em A Memoir of Jane Austen, ficava em um vale e era cercada por prados.

Em 1768, a família finalmente fixou residência em Steventon. Henry foi a primeira criança a nascer lá, em 1771. Mais ou menos nessa época, Cassandra não conseguia mais ignorar os sinais de que o pequeno George tinha deficiência de desenvolvimento. Ele tinha convulsões e pode ter ficado surdo e mudo. Nessa época, ela decidiu mandá-lo para um lar temporário. Em 1773, Cassandra nasceu, seguida por Francis em 1774, e Jane em 1775.
De acordo com o biógrafo Park Honan, a casa de Austen tinha uma "atmosfera intelectual aberta, divertida e fácil", na qual as ideias daqueles com quem os membros da família Austen poderiam discordar política ou socialmente eram consideradas e discutidas. 
A família contava com o patrocínio de seus parentes e recebia visitas de vários parentes. A Sra. Austen passou o verão de 1770 em Londres com a irmã de George, Filadélfia, e sua filha Eliza, acompanhada por sua outra irmã, a Sra. Walter e sua filha Philly. Filadélfia e Eliza Hancock eram, de acordo com Le Faye, "os cometas brilhantes que brilhavam em um sistema solar plácido de vida clerical na zona rural de Hampshire, e as notícias de suas viagens ao exterior e da vida elegante em Londres, juntamente com suas repentinas aparições na casa dos Steventon nos intervalos, ajudaram a ampliar os horizontes juvenis de Jane e influenciaram sua vida e obras posteriores".
O primo de Cassandra Austen, Thomas Leigh, visitou a cidade diversas vezes nas décadas de 1770 e 1780, convidando a jovem Cassie para visitá-los em Bath em 1781. A primeira menção de Jane ocorre em documentos familiares quando ela retorna, "... e eles estavam quase em casa quando encontraram Jane e Charles, os dois pequenos da família, que tiveram que ir até New Down para encontrar a chaise, e tiveram o prazer de voltar para casa nela." Le Faye escreve que "as previsões do Sr. Austen para sua filha mais nova foram totalmente justificadas. Nunca as irmãs foram mais próximas uma da outra do que Cassandra e Jane; embora em uma família particularmente afetuosa, parece ter havido um elo especial entre Cassandra e Edward, por um lado, e entre Henry e Jane, por outro."
De 1773 a 1796, George Austen complementou sua renda com a agricultura e ensinando três ou quatro meninos por vez, que ficavam hospedados em sua casa.  O Reverendo Austen tinha uma renda anual de 200 libras (equivalente a 32 mil libras em 2023) de seus dois meios de subsistência. Essa era uma renda muito modesta na época. Em comparação, um trabalhador qualificado como um ferreiro ou um carpinteiro podia ganhar cerca de 100 libras por ano, enquanto a renda anual típica de uma família nobre ficava entre mil libras e cinco mil libras. O Sr. Austen também alugou a fazenda Cheesedown de 200 acres de seu benfeitor Thomas Knight, o que poderia gerar um lucro de 300 libras (equivalente a 48 mil libras em 2023) por ano. 
Durante esse período de sua vida, Jane Austen frequentava a igreja regularmente, socializava com amigos e vizinhos, e lia romances — muitas vezes de sua própria composição — em voz alta para sua família à noite. Socializar com os vizinhos muitas vezes significava dançar, seja de improviso na casa de alguém depois do jantar ou nos bailes realizados regularmente nas salas de reunião da prefeitura.  Mais tarde, seu irmão Henry disse que "Jane gostava de dançar e se destacava".

### Educação

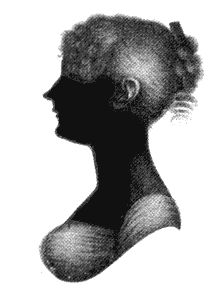
Silhueta de Cassandra Austen, irmã e amiga mais próxima de Jane

Em 1783, Austen e sua irmã Cassandra foram enviadas para Oxford a fim de que fossem educadas por Ann Cawley, que as levou para Southampton mais tarde naquele ano. No outono, ambas as meninas foram mandadas para casa após pegarem tifo, do qual Jane quase morreu. Ela foi educada em casa desde então, até que frequentou um internato com sua irmã no início de 1785 na Reading Abbey Girls' School, dirigida pela Sra. La Tournelle. armaou O currículo provavelmente incluía francês, ortografia, bordado, dança, música e teatro. As irmãs voltaram para casa antes de dezembro de 1786 porque as taxas escolares das duas meninas eram muito altas para a família Austen. ` Depois de 1786, Austen "nunca mais viveu em nenhum lugar além dos limites de seu ambiente familiar imediato".
Sua educação veio da leitura, orientada por seu pai e irmãos James e Henry.   Irene Collins disse que Austen "usou alguns dos mesmos livros escolares que os meninos". Austen aparentemente tinha acesso irrestrito à biblioteca de seu pai e à de um amigo da família, Warren Hastings. Juntas, essas coleções somavam uma biblioteca grande e variada. Seu pai também era tolerante com os experimentos às vezes picantes de Austen na escrita e fornecia às duas irmãs papel caro e outros materiais para suas escritas e desenhos.
Teatros particulares eram uma parte essencial da educação de Austen. Desde sua infância, a família e os amigos encenaram uma série de peças no celeiro da reitoria, incluindo The Rivals (1775), de Richard Sheridan, e Bon Ton, de David Garrick. O irmão mais velho de Austen, James, escreveu os prólogos e epílogos e ela provavelmente participou dessas atividades, primeiro como espectadora e depois como participante. A maioria das peças eram comédias, o que sugere como os dons satíricos de Austen foram cultivados. Aos 12 anos, ela tentou sua própria mão na escrita dramática. Ela escreveu três peças curtas durante sua adolescência.

### Tom Lefroy

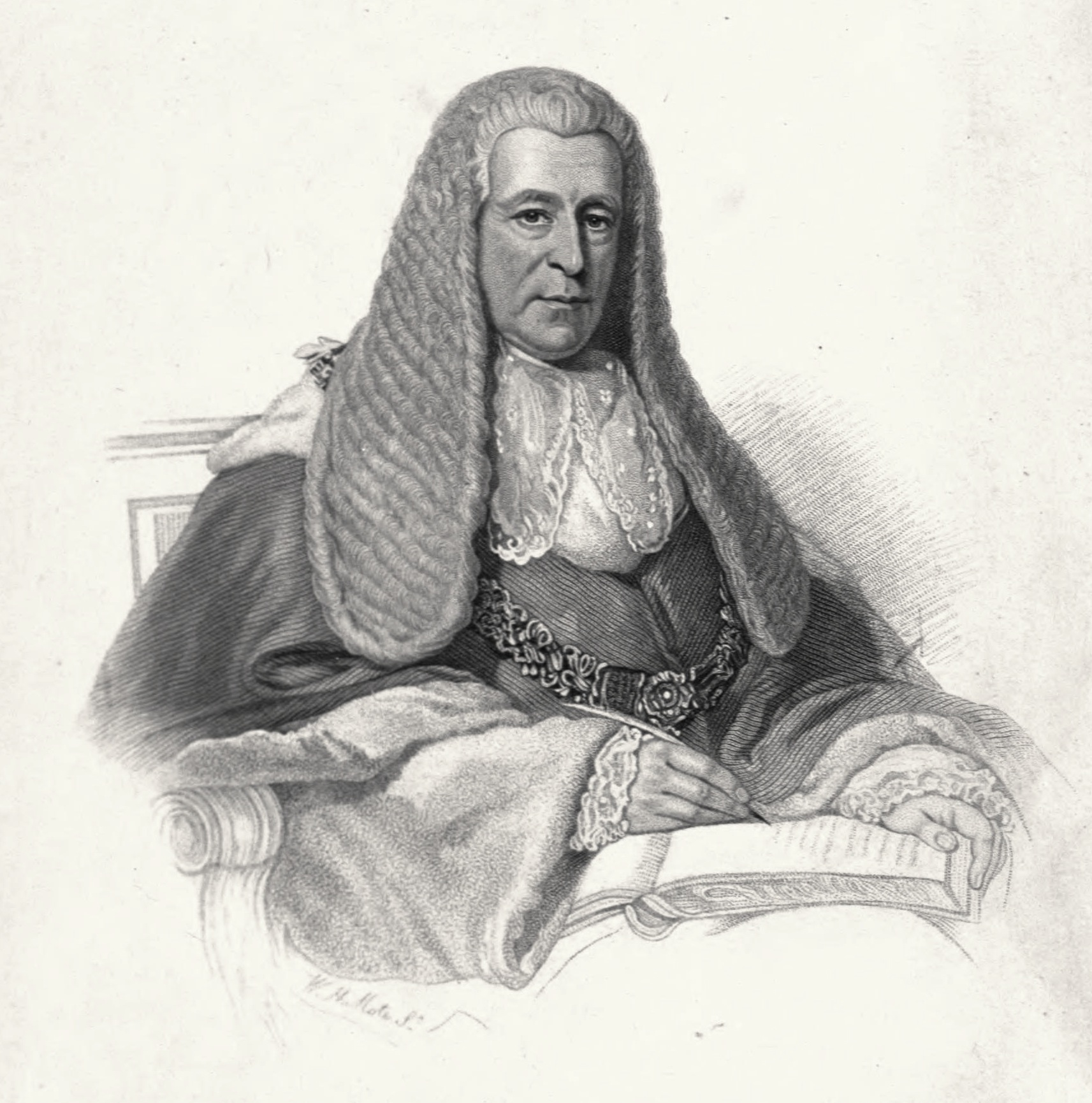
Thomas Langlois Lefroy, Lord Chief Justice of Ireland, por W. H. Mote (1855); na velhice, Lefroy admitiu que estava apaixonado por Austen: "Era um amor de menino".

Quando Austen tinha vinte anos, Tom Lefroy, um vizinho, visitou Steventon de dezembro de 1795 a janeiro de 1796. Ele tinha acabado de terminar um curso universitário e estava se mudando para Londres para treinar como advogado. Lefroy e Austen teriam sido apresentados em um baile ou outra reunião social do bairro, e fica claro nas cartas de Austen para Cassandra que eles passaram um tempo considerável juntos: "Estou quase com medo de lhe contar como meu amigo irlandês e eu nos comportamos. Imagine para si mesmo tudo de mais perdulário e chocante na forma de dançar e sentar juntos."
Austen escreveu em sua primeira carta sobrevivente para sua irmã Cassandra que Lefroy era um "jovem muito cavalheiro, bonito e agradável". Cinco dias depois, em outra carta, Austen escreveu que esperava uma "oferta" de seu "amigo" e que "eu o recusarei, no entanto, a menos que ele prometa doar seu jaleco branco", continuando: "No futuro, me confiarei ao Sr. Tom Lefroy, por quem não dou um centavo" e recusarei todos os outros. No dia seguinte, Austen escreveu: "Chegará o dia em que flertaria pela última vez com Tom Lefroy e quando você receber isso, tudo estará acabado. Minhas lágrimas correm enquanto escrevo sobre essa ideia melancólica".
Halperin alertou que Austen frequentemente satirizava a ficção romântica sentimental popular em suas cartas, e algumas das declarações sobre Lefroy podem ter sido irônicas. No entanto, está claro que Austen se sentia genuinamente atraída por Lefroy e, consequentemente, nenhum de seus outros pretendentes chegou a se comparar a ele. A família Lefroy interveio e o mandou embora no final de janeiro. O casamento era impraticável, como Lefroy e Austen devem ter sabido. Nenhum dos dois tinha dinheiro, e ele dependia de um tio-avô na Irlanda para financiar sua educação e estabelecer sua carreira jurídica. Se Tom Lefroy visitou Hampshire mais tarde, ele foi cuidadosamente mantido longe dos Austen, e Jane Austen nunca mais o viu. Em novembro de 1798, Lefroy ainda estava na mente de Austen quando ela escreveu para sua irmã dizendo que havia tomado chá com um de seus parentes e queria desesperadamente perguntar sobre ele, mas não conseguia levantar o assunto.

### Manuscritos antigos (1796–1798)
Após terminar Lady Susan, Austen começou seu primeiro romance completo Elinor and Marianne. Sua irmã lembrou que ele foi lido para a família "antes de 1796" e foi contado por meio de uma série de cartas. Sem os manuscritos originais sobreviventes, não há como saber quanto do rascunho original sobreviveu no romance publicado anonimamente em 1811 como Razão e Sensibilidade.
Austen começou um segundo romance, Primeiras Impressões (mais tarde publicado como Orgulho e Preconceito), em 1796. Ela completou o rascunho inicial em agosto de 1797, aos 21 anos. Como em todos os seus romances, Austen leu a obra em voz alta para sua família enquanto trabalhava nela e ela se tornou uma "favorita estabelecida". Nessa época, seu pai fez a primeira tentativa de publicar um de seus romances. Em novembro de 1797, George Austen escreveu para Thomas Cadell, um editor estabelecido em Londres, para perguntar se ele consideraria publicar First Impressions. Cadell devolveu a carta do Sr. Austen, marcando-a como "Recusada pelo Retorno do Correio". Austen pode não ter conhecimento dos esforços de seu pai. Após a conclusão de Primeiras Impressões, Austen retornou a Elinor e Marianne e, de novembro de 1797 até meados de 1798, revisou-o profundamente; ela eliminou o formato epistolar em favor da narração em terceira pessoa e produziu algo próximo a Razão e Sensibilidade. Em 1797, Austen conheceu sua prima (e futura cunhada), Eliza de Feuillide, uma aristocrata francesa cujo primeiro marido, o Conde de Feuillide, havia sido guilhotinado, fazendo-a fugir para a Grã-Bretanha, onde se casou com Henry Austen. A descrição da execução do Conde de Feuillide relatada por sua viúva deixou Austen com um intenso horror à Revolução Francesa que durou o resto de sua vida.
Em meados de 1798, após terminar as revisões de Elinor e Marianne, Austen começou a escrever um terceiro romance com o título provisório Susan — mais tarde Abadia de Northanger — uma sátira ao popular romance gótico. Austen concluiu seu trabalho cerca de um ano depois. No início de 1803, Henry Austen ofereceu Susan a Benjamin Crosby, um editor de Londres, que pagou 10 libras pelos direitos autorais. Crosby prometeu publicação antecipada e chegou a anunciar o livro publicamente como "na imprensa", mas não fez mais nada. O manuscrito permaneceu nas mãos de Crosby, inédito, até que Austen recomprou os direitos autorais dele em 1816.{{sfn|Sutherland|2005|p=16, 18–19, 20–22]]

### Chawton
Por volta do início de 1809, o irmão de Austen, Edward, ofereceu à sua mãe e irmãs uma vida mais estável — o uso de uma grande casa de campo na vila de Chawton que fazia parte da propriedade ao redor da propriedade próxima de Edward, Chawton House. Jane, Cassandra e sua mãe se mudaram para a casa de campo de Chawton em 7 de julho de 1809. A vida estava mais tranquila em Chawton do que desde que a família se mudou para Bath em 1800. Os Austens não se socializavam com a nobreza e só se divertiam quando a família os visitava. Sua sobrinha Anna descreveu a vida da família em Chawton como "uma vida muito tranquila, de acordo com nossas ideias, mas eles eram grandes leitores e, além das tarefas domésticas, nossas tias se ocupavam em trabalhar com os pobres e em ensinar algumas meninas ou meninos a ler ou escrever".

### Doença e morte
Austen estava se sentindo mal no início de 1816, mas ignorou os sinais de alerta. Em meados daquele ano, seu declínio era inconfundível, e ela começou uma deterioração lenta e irregular. A maioria dos biógrafos se baseia no diagnóstico retrospectivo de Zachary Cope de 1964 e lista sua causa de morte como doença de Addison, embora sua doença final também tenha sido descrita como resultante de linfoma de Hodgkin. Quando seu tio morreu e deixou toda sua fortuna para sua esposa, efetivamente deserdando seus parentes, ela sofreu uma recaída, escrevendo: "Tenho vergonha de dizer que o choque do testamento do meu tio provocou uma recaída... mas um corpo fraco deve desculpar nervos fracos."
Austen continuou a trabalhar apesar de sua doença. Insatisfeita com o final de The Elliots, ela reescreveu os dois capítulos finais, que terminou em 6 de agosto de 1816. Em janeiro de 1817, Austen começou The Brothers (intitulado Sanditon quando publicado em 1925), completando doze capítulos antes de parar de trabalhar em meados de março de 1817, provavelmente devido a uma doença. Todd descreve a heroína de Sanditon, Diana Parker, como uma "inválida energética". No romance, Austen zombou dos hipocondríacos, e embora ela descreva a heroína como "biliosa", cinco dias após abandonar o romance ela escreveu sobre si mesma que estava ficando "toda cor errada" e vivendo "principalmente no sofá". Ela largou a caneta em 18 de março de 1817 e fez uma anotação.
Austen fez pouco caso de sua condição, descrevendo-a como "bile" e reumatismo. Conforme sua doença progredia, ela sentia dificuldade para andar e faltava energia; em meados de abril, ela estava confinada à cama. Em maio, Cassandra e Henry a levaram para Winchester para tratamento, quando ela sofreu uma dor agonizante e deu as boas-vindas à morte. Austen morreu em Winchester em 18 de julho de 1817, aos 41 anos. Henry, por meio de suas conexões clericais, providenciou que sua irmã fosse enterrada no corredor norte da nave da Catedral de Winchester. O epitáfio composto por seu irmão James elogia as qualidades pessoais de Austen, expressa esperança por sua salvação e menciona os "dotes extraordinários de sua mente", mas não menciona explicitamente suas realizações como escritora.

## Publicação póstuma
Nos meses após a morte de Austen em julho de 1817, Cassandra, Henry Austen e Murray organizaram a publicação de Persuasão e A Abadia de Northanger como um conjunto. Henry Austen  Henry Austen contribuiu com uma Nota Biográfica datada de dezembro de 1817, que pela primeira vez identificou sua irmã como a autora dos romances. Tomalin descreve-o como "um elogio amoroso e polido". As vendas foram boas durante um ano — apenas 321 cópias permaneceram sem venda no final de 1818.
Embora os seis romances de Austen estivessem fora de catálogo na Inglaterra na década de 1820, eles ainda estavam sendo lidos por meio de cópias guardadas em bibliotecas particulares e bibliotecas circulantes. Austen teve admiradores iniciais. A primeira peça de ficção usando-a como personagem (o que hoje pode ser chamado de ficção de pessoa real) apareceu em 1823 em uma carta ao editor na The Lady's Magazine. Ela se refere ao gênio de Austen e sugere que aspirantes a autores tinham inveja de seus poderes.
Em 1832, Richard Bentley comprou os direitos autorais restantes de todos os seus romances e, no inverno seguinte, publicou cinco volumes ilustrados como parte de sua série Standard Novels. Em outubro de 1833, Bentley lançou a primeira coletânea de suas obras. Desde então, os romances de Austen têm sido impressos continuamente.

## Carreira literária
Animada pelo êxito de Sense and Sensibility, sua primeira obra, a autora tentou publicar também Pride and Prejudice, que foi vendido em novembro de 1812 e publicado em janeiro de 1813. Ao mesmo tempo, começou a trabalhar em Mansfield Park. Em 1813, a identidade da autora de Pride and Prejudice começou a difundir-se, graças à popularidade da obra e à indiscrição da família. Nesse mesmo ano foi publicada a segunda edição de suas obras, e em maio de 1814 surgiu Mansfield Park, obra da qual se venderam todos os exemplares em seis meses, e Austen começou a trabalhar em Emma.
Era seu irmão Henry, que vivia em Londres, quem se encarregava de negociar com os editores, e quando Jane ia a Londres, hospedava-se em sua casa. Em 1813, Henry Austen foi tratado pelo Sr. Clarke, médico do príncipe Regente, o qual, ao descobrir que Austen era a autora de Pride and Prejudice e Sense and Sensibility, obras que apreciava muito, pediu a este que solicitasse a Henry que o romance seguinte da autora fosse a ele dedicado. É possível que tal pedido tenha demorado a chegar até ela, pois em suas cartas não guardava uma boa opinião sobre os príncipes, devido às suas conhecidas infidelidades.
Em Chawton, Austen não tinha a mesma privacidade que em Steventon, e é bastante famosa a anedota narrada por James Austen-Leigh, acerca da porta “chiante” que Austen solicitou que não fosse reparada, pois a avisava antecipadamente da chegada de algum visitante, para esconder o manuscrito que escrevia.
Em dezembro de 1815 foi publicada Emma, dedicada ao príncipe regente e, no ano seguinte, uma nova edição de Mansfield Park. A segunda não teve o êxito das obras anteriores, e as perdas desequilibraram os ganhos da primeira edição.

## Histórico social na época de Jane Austen
O período britânico de Regência compreende a regência de Jorge IV como Príncipe de Gales, durante a enfermidade de seu pai, Jorge III, e constitui uma ponte entre o período georgiano e o vitoriano.
Jane Austen viveu na época da regência, porém sua obra literária se caracteriza por descrever com mais precisão a sociedade rural georgiana e não tanto as mudanças sofridas com a chegada da modernidade. Essa mudança se baseia em dois fatores externos fundamentais: por um lado, a revolução agrária, que constitui o começo da revolução industrial, e suas importantes repercussões sociais; por outro lado, o colonialismo, as Guerras Napoleônicas e a extensão do Império Britânico.
Com o advento da industrialização, a antiga ordem hierárquica que situava em alta posição a nobreza e seus bens sofreu um processo de mudança, surgindo novas formas de adquirir riquezas. A revolução agrária havia provocado um incremento na população inglesa, que por sua vez impulsionou a economia para atender a demanda. Pela primeira vez na história da Grã-Bretanha, a população se sustentava, graças às inovações introduzidas nas técnicas de cultivo. Em decorrência disso, uma classe social até então minoritária começou a se fazer notar e ganhar importância: a alta burguesia agrária. A população inglesa iniciou um êxodo do campo para a cidade, buscando emprego na indústria e isso incorreu num novo conceito de valores, independente das velhas tradições.
No início da era vitoriana, a antiga hierarquia e o que ela representava haviam se tornado antigos. Por outro lado, as Guerras Napoleônicas (1804–1815) abriram outro tipo de profissão, no exército, que nos anos seguintes continuou em alta, devido à expansão do colonialismo; ademais, apareceram heróis nacionais, como o Duque de Wellington, e Lord Nelson, o que outorgava certo romantismo à profissão.
A era georgiana se caracterizou, também, pelas mudanças sociais no aspecto político. Foi a época das campanhas para a abolição da escravatura, da reforma das prisões e das críticas à ausência de uma justiça social. Foi também a época em que os intelectuais começaram a defender políticas de bem-estar social, e se construíram orfanatos, hospitais e escolas dominicais.

## Literatura na época georgiana
Na literatura, a época georgiana se caracterizou pelo ressurgimento do romance e pela discussão se esse era realmente um gênero literário e de qualidade.
De acordo com Ian Watt, no ensaio The Rise of the Novel, o renascimento do romance ou novela está intrinsecamente enlaçado com o florescimento da classe média, que, diferentemente da nobreza, não havia sido educada com os clássicos, não conhecia o latim, nem o grego, e tampouco compartilhava o interesse pelos temas das literaturas clássicas. Outro fator importante era que a imprensa havia tornado possível a aquisição de livros pelas classes mais pobres; o número de livros publicados cresceu, permitindo um incremento no número de escritores profissionais. Assim, um novo tipo de leitores propiciou um novo tipo de literatura.
Sem dúvida, uma das críticas que atualmente se faz a Watt é a exclusão das escritoras de romances e novelas em sua descrição dos séculos XVIII e XIX. Hoje se reconhece que mais da metade dos autores durante esta época eram mulheres que, através da escrita, conseguiam certa independência econômica. Não obstante, a qualidade da maioria dessas obras deixava muito a desejar, pois era plena de tópicos e clichês de linguagem e de personagens, herança da literatura gótica. No caso de Austen, ela defende o romance como gênero de qualidade, introduzindo discussões sobre a literatura praticamente em todas as suas obras, e criticando as obras de segunda categoria, como na paródia “Northanger Abbey”.

## A educação da mulher
Durante a época de Jane Austen não existia um sistema de educação propriamente dito, e a educação das crianças era feita nas escolas dominicais, ou, no caso das famílias mais abastadas, através de tutores. Por outro lado, existiam algumas "escolas para damas", que tinham má reputação, pois ofereciam uma educação deficiente. Também era comum mandar os filhos homens para viver na casa de um tutor, como o era o pai de Jane Austen. Crescendo nessa casa, pode-se supor que a autora foi uma mulher bastante instruída para seu tempo.
O tratado de educação mais relevante para a época era o Emilio de Rousseau, que tem suas bases no Iluminismo. Rousseau propunha que todos os males de sua época se originavam na própria sociedade, e que a única alternativa era provocar uma transformação no homem através da educação; uma educação que o permitisse libertar-se da corrupção que provoca a sociedade. A influência do Iluminismo fez com que se começasse a criar um sistema educativo fundamentado na razão. Sem dúvida, tanto em Rousseau, como em muitos outros pensadores do Iluminismo, a mulher estava excluída dessa necessidade educativa. Como exemplo, em Emilio se faz referência à educação da mulher através da sugestão para Sofía, a mulher destinada a casar-se com Emilio: a mulher deve ser educada para cumprir suas funções de esposa e mãe, e obedecer a seu marido. Sendo assim, não é de se estranhar que numerosos tratados de conduta para mulheres jovens se popularizaram no século XVIII, ensinando doutrinas morais e enfocando a educação em aspectos domésticos, religião e "talentos", e separando-as de outros conhecimentos, que a tornariam pouco desejável aos olhos masculinos.
Há muitas passagens na obra de Jane Austen dedicadas aos "talentos", porém se há algo que todas as obras têm em comum é que nenhuma de suas heroínas está muito interessada por eles. Por talentos, então, se pode entender as diferentes habilidades que uma mulher que busca marido deve cultivar para atrair a atenção dele.
Jane Austen advoga, em seus romances, por uma educação liberal para a mulher, independente de todos esses "talentos", pois considera a falta de sensatez um grande risco para a vida social, para a escolha de um futuro favorável, e para a convivência conjugal.

## Formação como escritora
Torna-se difícil precisar o momento em que Jane Austen começou a escrever. A existência de cadernos de notas contendo relatos assinala que o talento despertou em tenra idade. Em 1791, aos 16 anos, já dispunha de um bom número de exemplares armazenados; seus primeiros trabalhos se caracterizam por ser de uma extensão ligeiramente inferior às suas obras mais maduras, e por estarem em um inglês mais simples, fácil e livre de ornatos próprios de muitos escritores.
Sendo de uma família que promovia a aprendizagem, a leitura e as letras, Austen desenvolveu um talento especial que a levou ao desejo de compor textos, sempre representando neles os valores familiares que ela achava importantes.
Em sua concepção de educação, tal como expressou em seus romances, o modelo dos pais exemplares era suficiente para moldar a boa conduta dos filhos. Não acreditava estritamente na figura de tutor, tão comum na época, para criar as crianças, e assim o manifestou nas palavras de Elizabeth, a protagonista de Pride and Prejudice: "Não temos tutor, fazemos tudo por nós mesmos" (comentário dirigido à Lady Catherine de Bourgh, que reage surpresa). É evidente que Austen, apesar de seu isolamento literário, não era alheia às tendências de seu tempo, e assim o revela em suas obras, sobretudo com relação à figura feminina. Também em Pride and Prejudice, surge um debate entre os personagens, quando Elizabeth discute com Mr Darcy, Mr e Miss Bingley, e Mrs Hurst em Netherfield, sobre o que comumente era o protótipo de dama ideal. Para a aristocracia, um bom modelo era o de uma mulher culta, que saiba falar idiomas modernos, que entenda de música, de estilo, de vários temas, e que tenha certo carisma e expressão que a favoreçam. Frente a isso, Elizabeth põe em dúvida se existe uma mulher capaz de ter todas essas qualidades ao mesmo tempo, ao que responde: “Não duvido que conheçais apenas uma dezena; duvido que conheçais alguma”.

## Homenagens
Em 2013, as obras de Austen apareceram em uma série de selos postais do Reino Unido emitidos pelo Royal Mail para marcar o bicentenário da publicação de Orgulho e Preconceito. Austen está na nota de 10 libras emitida pelo Banco da Inglaterra, que foi introduzida em 2017, substituindo Charles Darwin. Em julho de 2017, uma estátua de Austen foi erguida em Basingstoke, Hampshire, no 200º aniversário de sua morte.